# S&W New Century Hand Ejector

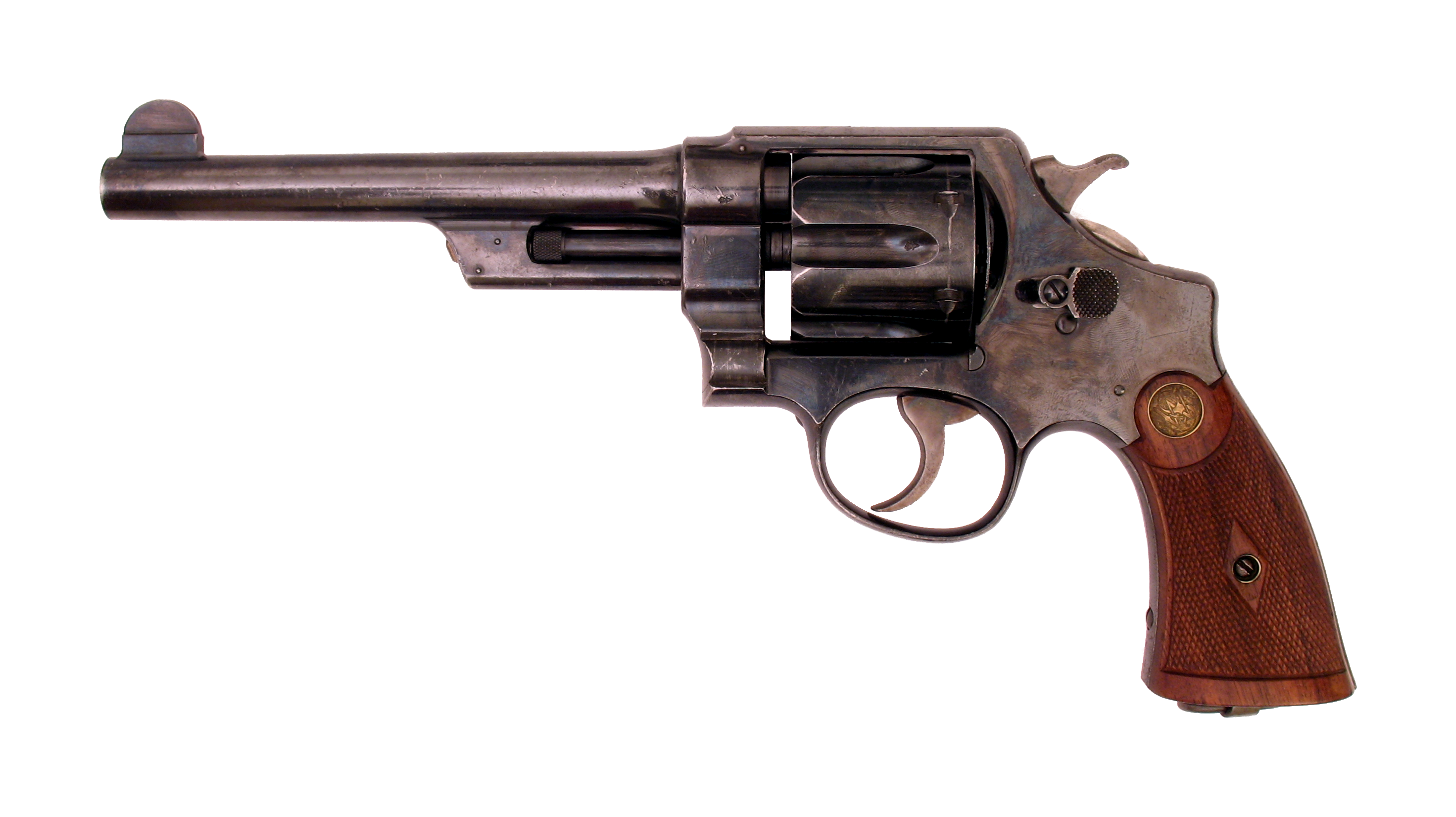
Un Smith and Wesson .455 Hand Ejector 1st Model New Century Triple Lock livrée à l'Armée canadienne.

Le  revolver Smith & Wesson New Century Hand Ejector/Triple Lock  fut produit et vendu de 1907 à 1937. 

## Appellation et technique
- C’est un gros revolver à double action et barillet basculant.  Ses organes de visée sont fixes (guidon demi-lune et cran de mire entaillé).
- L'appellation commerciale de « New Century » signifiant Siècle Nouveau indiquait qu'il constituait la première arme de gros calibre conçue par la firme au XXe siècle.
- Le terme « Hand Ejector » renvoie à la présence d'une baguette d'éjection collective des étuis actionnée par la main du tireur.
- La mention  « Triple lock » fait référence à sa première version  qui possédait un triple verrouillage  du barillet par l'intermédiaire de la carcasse, de son pivot et de sa baguette.

## Variantes
- 1st Model : Produit de 1907 à 1915, triple verrouillage, baguette carénée. 5000 exemplaires en Service dans la British Army  en .455 Eley (1914, appelé alors British Servicex
- Mark II H.E. : Version simplifiée du précédent (double verrouillage), environ  55000 revolvers livrés aux Britanniques.
- 2nd Model : Version commerciale du précédent. Suppression du carénage.
- 3rd Model : Double verrouillage et retour du carénage.

## Données techniques
1er & 2e modèles
- Longueurs courantes de canon : 127 mm/165 mm. Exista aussi avec des canons de 102 mm et 190 mm (hausse réglable)
- Longueurs totales : 262 mm/300 mm
- Masse : 1,1 kg à 1,23 kg
- Capacité : 6 cartouches
- Munition : .44 Special, .44-40 WCF, .455 Webley, .45 Colt

1926 Model .44 (3e version)
- Longueurs courantes de canon : 127 mm. Exista aussi avec des canons de 102 mm et 165 mm
- Type de canon : lourd
- Visée : fixe
- Longueurs totales : 265 mm
- Masse : 1,15 kg
- Capacité : 6 cartouches
- Munition : .44 Special
- Prix en 1940 : 37,50 US$

## Sources
- R.D. Jones & A. White, Jane's Guns Recognition Guide, 5th Edition, HarperCollins,  2008.